# آلیس اهل دانکز فری
آلیس اهل دانکز فری (انگلیسی: Alice of Dunk's Ferry؛ ‏ حوالی ۱۶۸۶ (ادعاشده) – ۱۸۰۲) برده سیاه‌پوست، مأمور جمع‌آوری عوارض و زن ابرصدساله اهل ایالات متحده آمریکا بود. که «یکی از مورخان شفاهی اولیه آمریکای سیاه‌پوستان» بود.

## زندگی اولیه
آلیس در فیلادلفیا در خانواده‌ای برده متولد شد که از باربادوس به آمریکای شمالی مستعمراتی آورده شده بودند. او تاریخ تولد خود را حدود ۱۶۸۶ ذکر کرده است که این تاریخ باعث می‌شود او در زمان مرگش ۱۱۶ ساله باشد. او تا سن ده سالگی در فیلادلفیا زندگی کرد، سپس به دانکز فری در شهرستان باکس، پنسیلوانیا حدود ۱۷ مایل بالاتر از رود دلاور برده شد و بقیه عمر خود را در آنجا گذراند. به مدت ۴۰ سال، او عوارض عبور از رودخانه را جمع‌آوری می‌کرد و برای اربابش به نام ساموئل کارپنتر که دوست ویلیام پن بود کار می‌کرد.

## تاریخ شفاهی
آلیس کم‌کم با نام «آلیس اهل دانکز فری» شناخته شد و شهرتی به عنوان یک شخصیت پرجنب‌وجوش و جذاب پیدا کرد که از به اشتراک گذاشتن خاطرات دوران اولیه زندگی خود لذت می‌برد. او شاهد رشد و تغییر فیلادلفیا از «یک شهرک رودخانه‌ای اولیه به پایتخت یک ملت نوپا» بود و تبدیل به یک تاریخ‌نگار محلی برجسته شد. جسی کارنی اسمیت نوشت که:
او توسط هم‌عصرانش به عنوان یک تاریخ‌نگار شفاهی مورد احترام بود و آنها دوست داشتند خاطرات مصور و روشن او از مردم، مکان‌ها و رویدادها را بشنوند. او به خاطر داشت که فیلادلفیا بر روی زمینی قرار داشت که زمانی بیابانی بود، زمانی که بومیان آمریکایی در جنگل‌ها شکار می‌کردند در حالی که پلنگ‌ها، گرگ‌ها و دیگر حیوانات وحشی در اطراف کپر سرخ‌پوستان و کلبه‌هایی که در آن زندگی می‌کردند، پرسه می‌زدند.
بنابراین، آلیس یکی از اولین تاریخ‌نگاران شفاهی آمریکا شد و منبعی پرشور از اطلاعات برای کسانی که این بخت را داشتند تا با او هم‌کلام شوند. اگرچه مانند بسیاری از بردگان، او قادر به خواندن یا نوشتن نبود، اما علاقه زیادی به شنیدن قرائت کتاب مقدس داشت و به خاطر «احترام زیادی که به حقیقت قائل بود» مورد تکریم قرار گرفت. گفته می‌شود که آلیس پیپ ویلیام پن (۱۶۴۴–۱۷۱۸) بنیان‌گذار پنسیلوانیا را روشن کرده بود و با توماس استوری آشنا بود. ایسایا توماس (بنیان‌گذار انجمن عتیقه‌شناسان آمریکا) در کتاب زندگی‌نامه عجیب و غریب یا، یادداشت‌های شخصیت‌های برجسته زن، کهن و معاصر نوشت که:
او زنی هوشمند و با حافظه‌ای عالی بود که آن را تا آخرین لحظات زندگی حفظ کرده بود. او اغلب نظرات دقیقی در مورد جمعیت و پیشرفت‌های شهر و کشور داشت؛ به همین دلیل صحبت‌های او به‌ویژه برای نسل اول از نخستین مهاجران جالب بود، و او اغلب داستان‌های قابل‌قبولی از اجداد آنها نقل می‌کرد.

## سال‌های آخر و مرگ
مابین سنین ۹۶ تا ۱۰۰ سالگی، آلیس به تدریج بینایی خود را از دست داد، اما باوجود نابینا بودن، همچنان در صید ماهی ماهر بود: «او نمی‌توانست بیکار بماند». در حدود سن ۱۰۲ سالگی، بینایی او بازگشت و به اندازه‌ای بهبود یافت که می‌توانست اجسام متحرک را ببیند، اگرچه قادر به تشخیص افراد نبود. توماس گزارش داد که «قبل از مرگش موهای او کاملاً سفید شد و آخرین دندان‌هایش سالم از دهانش افتاد، در حالی که ۱۱۶ سال داشت». او در سال ۱۸۰۲ در بریستول، پنسیلوانیا درگذشت.
در سال‌های اخیر تلاش‌هایی برای روایت داستان آلیس و شناخت میراث برده‌داری انجام شده است، از جمله توسط کلیسای مسیح، فیلادلفیا، که او یک عمر برای عبادت بدانجا می‌رفت. گفته می‌شود آلیس هر یکشنبه در سن ۹۵ سالگی با اسب به کلیسای مسیح می‌رفت. امروزه، یک یادبود گرانیتی در محل کار او در دانکز فری، یکی از نخستین مکان‌های عبور کشتی‌های باری در ایالات متحده، را نصب شده است. دکتر آدری هنری، عضو انجمن تاریخ محلی، در سال ۲۰۱۵ گفت که:
داستان آلیس ما را مجبور می‌کند تا سابقه وجود برده‌داری را نه تنها در ایالت خود، بلکه در خود شهرمان و در کلیساهای شمالی به رسمیت بشناسیم… این یکی از اهداف کلیسای مسیح، کلیسای آلیس بوده است، جایی که بسیاری از پدران بنیان‌گذار ما عبادت می‌کردند و اینک در حال بررسی نقش کلیسای پاپی (در برده‌داری) در آن دوره از تاریخ کشورمان است.
او همچنین برای فعالیت‌های کارآفرینانه‌اش که عمدتاً نادیده گرفته شده است، مانند تأسیس صنایع شیلاتی، جمع‌آوری شاه‌ماهی‌های گودآبه برای نمک‌سود شدن در بشکه‌ها و فروش در فیلادلفیا و کشتی‌هایی که به سفرهای اکتشافی می‌رفتند، مورد ستایش قرار گرفته است.